# Hari Mata Hari
Hari Mata Hari è un gruppo musicale della Bosnia ed Erzegovina formato nel 1985 a Sarajevo.

## Storia
Il gruppo che deve il proprio nome al nomignolo di uno dei suoi componenti, il cantante Hari (Hajrudin) Varešanović.
Sono diventati noti a livello internazionale nel 2006 dopo la partecipazione all'Eurovision Song Contest tenuto ad Atene, dove sono arrivati terzi sia in semifinale sia in finale.
Fino ad oggi si è esibito in più di 1000 concerti e ha venduto più di 5.000.000 di album. Le loro canzoni sono tra le più famose e popolari canzoni d'amore dell'Ex-Jugoslavia.

## Formazione

### Formazione attuale
- Hari Varešanović - voce
- Izo Kolečić - percussioni
- Karlo Martinović - chitarra solista
- Nihad Voloder - chitarra

### Ex componenti
- Željko Zuber
- Neno Jeleč
- Adi Mulahalilović
- Edo Mulahalilović
- Pjer Žalica
- Zoran Kesić
- Miki Bodlović
- Emir Mehić

## Discografia

### Album in studio
- 1985 - U tvojoj kosi
- 1986 - Ne bi te odbranila ni cijela Jugoslavija
- 1988 - Ja te volim najviše na svijetu
- 1990 - Volio bi' da te ne volim
- 1991 - Strah me da te Volim
- 1992 - Rođena si samo za mene
- 1994 - Ostaj mi zbogom ljubavi
- 1998 - Ja nemam snage da te ne volim
- 2002 - Baš ti lijepo stoje Suze
- 2004 - Zakon jačega
- 2009 - Sreća

### Album dal vivo
- 1999 - U živo 1 i 2
- 2002 - Live

### Raccolte
- 1997 - Balade
- 1999 - 15 hitova
- 1999 - Hitovi 1
- 1999 - Hitovi 2
- 2001 - Sve najljepše od Hari Mata Hari
- 2002 - Ružmarin i najljepše neobjavljene pjesme
- 2002 - Balade 1992-2002
- 2006 - Najljepše od Hari Mata Hari
- 2006 - Zlatna kolekcija
- 2006 - Dueti 1988-2005

## Festival
- Hrvatski Radijski Festival 2002
- Hrvatski Radijski Festival 2003
- Split Festival 2003 (Festival di Spalato)
- Hrvatski Radijski Festival 2004
- Eurovision Song Contest 2006